# 河海大学
32°03′32.06″N 118°45′14.69″E / 32.0589056°N 118.7540806°E
河海大学位于中国江苏省南京市和常州市。是一所以水利为特色，工科为主，多学科协调发展的教育部直属全国重点大学，是实施国家“211工程”、“985工程优势学科创新平台”重点建设的高校之一。
河海大学的前身可以追溯到1915年创建于南京的“河海工程专门学校”，是中国第一所培养水利人才的高等学府。1924年与国立东南大学工科合并成立河海工科大学，1927年并入国立第四中山大学，后更名为国立中央大学、南京大学。1952年南京大学水利系、交通大学水利系、同济大学土木系水利组、浙江大学土木系水利组以及华东水利专科学校合并成立“华东水利学院”。1960年被中共中央认定为全国重点大学。1985年恢复传统校名“河海大学”。
河海大学现有教职工3500名，具有高级职称的教师1486名，博士生导师530名；现有中国工程院院士2名，双聘院士16名。国家杰出青年科学基金获得者6名，国家优秀青年科学基金获得者6名，“国家级教学名师奖”获得者3名，国家级有突出贡献的中青年专家7名，“百千万人才工程”国家级人选9名，教育部“新世纪优秀人才支持计划”入选者23名，教育部科技委学部委员2名，江苏省有突出贡献中青年专家10名，入选江苏省“333高层次人才培养工程”、江苏省高校“青蓝工程”等省级人才计划培养对象逾300人次。国家自然科学基金委创新群体1个，国家级教学团队2个，“江苏高等学校优秀科技创新团队”6个、江苏省哲学社会科学优秀创新团队2个，江苏省“双创计划”团队3个，“青蓝工程”科技创新团队8个、优秀教学团队2个，江苏省“六大人才高峰资助计划”创新人才团队1个。
河海大学有水平较高的足球队，多次获得全国大学生足球联赛冠军。

## 概况
河海大学现任校长为郑金海，党委书记为杨桂山教授。现共有国家重点学科八个，本部位于南京市鼓楼区，并设有江宁校区和常州校区，总占地面积2,580余亩。

## 传统与文化

### 校训
艰苦朴素、实事求是、严格要求、勇于探索。

### 校歌
河海历史上有校歌，改名河海大学后，正式确认该校歌
历史上的河海校歌，由著名文学家柳诒徵作词，河海教师刘文海作曲。

河海工程专门学校校歌

钟灵毓秀石头城，人才蒸蔚起。

河疏湖蓄水利兴，工学昌明时。

横流浩劫永断绝，拯救数兆黎。

大哉河海奔前程，毋负邦人期。

普下利物沐群生，智者惟乐水。

乘辇山行乘橇泥，祖述神禹绩。

天下有溺犹己溺，此志毋稍驰。

大哉河海奔前程，毋负邦人期。

## 历史沿革

### 建校：1915年
1915年，在救国思潮的影响下，张謇和一批水利专家创立了专门治水的高等学校——「河海工程专门学校」，成为第一所专门培养水利科技人才的高等学府，也是河海大学的前身。由黄炎培任河海专门学校筹备主任，许肇南任第一任校长，由近代水利专家李仪祉任学校教务主任。

### 中华民国时期：1915年－1949年
1924年，东南大学工科与河海工程专门学校合并，成立河海工科大学，茅以升任首届校长。
1927年6月并入第四中山大学。1928年2月成为江苏大学工学院土木系。1928年5月成为中央大学土木系水利组。1937年6月成为中央大学水利系。
1949年5月成为南京大学水利系。

### 中华人民共和国时期：1949年－
1952年由南京大学、交通大学、同济大学、浙江大学以及华东水利专科学校的水利系科合并成立“华东水利学院”。
1953年吸收厦门大学土木系水利技术建筑专修科，山东农学院农田水利系和淮河水利学校水利工程转科班。1955年吸收武汉大学水利学院水道海港系。
1985年建校70周年时恢复传统校名“河海大学”，中共中央顾问委员会主任邓小平亲笔题写了校名。
1995年建校80周年校庆时，中共中央总书记江泽民为学校题词：“面向未来，开拓进取，进一步发展水利教育事业”，李鹏、李岚清、钱正英等党和国家领导人也分别为学校题词，对学校的事业发展予以肯定、寄予厚望。
2005年10月23日，学校90周年校庆，国务院总理温家宝视察河海大学发表讲话并提出“献身，求实，负责”六字要求。
2009年11月24日，成为江苏省第四所教育部、江苏省共建高校。2010年，成为教育部和国家海洋局合作共建的教育部直属高校。  
2014年5月22日，获得“人才理论研究基地”称号。2017年9月，入选国家首批“双一流”世界一流学科建设高校名单。11月，获评第一届全国文明校园荣誉称号。

## 院系设置[4]
- 水文水资源学院
- 水利水电学院
- 港口海岸与近海工程学院
- 海洋学院
- 土木与交通学院
- 环境学院
- 地球科学与工程学院
- 能源与电气学院
- 力学与工程科学学院
- 信息学部计算机及信息学院
- 商学院
- 公共管理学院
- 法学院
- 理学院
- 外国语学院
- 体育系
- 机电工程学院
- 信息学部物联网工程学院
- 马克思主义学院
- 农业科学与工程学院
- 河海里尔学院

## 国家级研究机构

### 国家重点实验室
- 水文水资源与水利工程科学国家重点实验室

### 国家工程研究中心
- 水资源高效利用与工程安全国家工程研究中心（南京河海科技有限公司）

## 省部级研究机构

### 教育部重点实验室
- 浅水湖泊综合治理与资源开发教育部重点实验室
- 海岸灾害及防护教育部重点实验室
- 岩土力学与堤坝工程教育部重点实验室
- 南方地区高效灌排与农业水土环境教育部重点实验室

### 教育部工程研究中心
- 教育部城市环境与可持续发展联合研究中心(水资源与水利工程研究分中心)
- 水利水电工程安全教育部工程研究中心
- 疏浚技术教育部工程研究中心
- 可再生能源发电技术教育部工程研究中心

### 江苏省重点实验室
- 江苏省输配电装备技术重点实验室
- 江苏省特种机器人技术重点实验室

### 江苏省工程研究中心
- 东部资源环境与持续发展研究中心
- 江苏省循环经济工程中心
- 江苏省水灾害监控与决策支持系统工程中心
- 江苏省交通基础技术工程研究中心
- 江苏省岩土工程技术工程研究中心
- 江苏省环境友好型水泥基材料工程技术研究中心
- 江苏省水资源与可持续发展研究中心
- 江苏省大型工程地基基础稳定性与安全监控工程技术研究中心
- 江苏省建筑物裂缝控制工程技术研究中心
- 江苏省（沪宁）钢结构工程技术研究中心
- 江苏省配用电与能效工程技术研究中心
- 江苏省非常规水源开发及利用工程技术研究中心

### 其他省部级研究机构
- 水利部水利政策研究与培训中心
- 水利部人力资源研究院
- 水利部水库移民经济研究中心
- 水利部水工金属结构安全检测中心
- 水利部节水园区
- 水利经济研究所
- 南京土工合成材料工程技术研究中心

## 历任校长
含1952年前负责人
- 许肇南 1915.1.～1921.9. 河海工程专门学校 校长(主任)
- 严善坊 1921.12.～1922.3. 河海工程专门学校 代校长
- 沈祖伟 1922.2～1924.7. 河海工程专门学校 副校长、校长
- 茅以升 1924.7.～1925.8. 河海工科大学 校长
- 杨孝述 1925.8.～1927.6. 河海工科大学 校长
- 刘宠光 1952.8.～1952.12. 华东水利学院 筹委会主任(兼)
- 钱正英 1952.12.～1955.3. 华东水利学院 院长(兼)
- 冯仲云 1955.3.～1958.3. 华东水利学院 院长(兼)
- 严恺 1958.3.～“文革” 华东水利学院 院长
- 梅冰 1969.10.～1972. 华东水利学院 革委会主任(军宣队)
- 胡畏 1972.5.～1973.11. 华东水利学院 革委会主任
- 严恺 1973.11.～1979.7. 华东水利学院 革委会主任
- 严恺 1979.7.～1983.12. 华东水利学院 院长
- 严恺 1983.12.～1985.9. 华东水利学院 名誉院长
- 左东启 1983.12.～1985.9. 华东水利学院 院长
- 严恺 1985.9.～2006.5  河海大学 名誉校长
- 左东启 1985.9.～1986.12. 河海大学 校长
- 梁瑞驹 1986.12.～1993.8. 河海大学 校长
- 姜弘道 1993.8.～2003.4.　河海大学 校长
- 张长宽 2003.4.～2009.2 河海大学 校长
- 王乘 2009.2～2013.9 河海大学 校长
- 徐辉 2013.9～2023.4 河海大学 校长
- 杨桂山 2023.4～2024.10  河海大学 校长
- 郑金海 2024.10～ 河海大学 校长

## 知名校友

### 教育界
| 姓名   | 簡述                                                                                             | 河海淵源                                                                                            |
| ------ | ------------------------------------------------------------------------------------------------ | --------------------------------------------------------------------------------------------------- |
| 茅以升 | 全国政协原副主席，中国科学院院士                                                                 | 河海工科大学校长、教授                                                                              |
| 汪胡桢 | 建国后任华东水利部副部长、水利部顾问，1955年当选为中国科学院首批院士                             | 1915年考入河海工程专门学校；1923年获美国硕士学位后回“河海”任教                                      |
| 徐芝纶 | 中国科学院院士                                                                                   | 华东水利学院副院长，河海大学教授、博士生导师                                                        |
| 严恺   | 中国科学院院士、中国工程院院士、墨西哥科学院外籍院士                                             | 华东水利学院院长，河海大学名誉校长、博士生导师                                                      |
| 黄文熙 | 中国科学院资深院士，清华大学教授                                                                 | 1924-1929学生，1952-1956教授                                                                        |
| 汪闻韶 | 中国科学院资深院士，水利水电科学院高工                                                           | 1938-1943学生                                                                                       |
| 文伏波 | 中国工程院院士，长江水利委员会技术委员会主任                                                     | 1944-1949年学生                                                                                     |
| 茆智   | 2003年当选中国工程院院士；河海大学双聘院士,博士生导师                                            | 1950年考入南京大学水利系（1952年并入华东水利学院，现为河海大学），1953年7月毕业于华东水利学院       |
| 沈珠江 | 中国科学院院士、河海大学兼职博导                                                                 | 1951-1953年学生                                                                                     |
| 陆佑楣 | 曾任国家水电部副部长、能源部副部长；中国工程院院士                                               | 1948-1956年学生                                                                                     |
| 洪廣文 | 河海大學海岸及海岸工程研究所教授、博士生導師；獲英國“國際傳記中心”收入1996年“世界杰出成就名人錄” | 1956年畢業於華東水利學院水道及港口水工建筑專業                                                      |
| 梁瑞驹 | 中国水利水电科学研究院院长，现任中国水利水电科学研究院顾问                                       | 1950-1993年，学生、教授、博导、副校长、校长                                                         |
| 吴中如 | 中国工程院院士，教授，博导                                                                       | 1979年至今教授、博导                                                                                |
| 郑守仁 | 中国工程院院士、长江水利委员会总工程师                                                           | 1958-1963年学生                                                                                     |
| 周本宽 | 1997年12月任西南交通大学校长、校党委副书记，2007年1月卸任                                        | 1970年毕业于华东水利学院（现河海大学）水港系                                                        |
| 周创兵 | 现任南昌大学校长，曾任武汉大学党委常委、副校长，教授、博士生导师                                 | 1980年9月至1987年6月在华东水利学院（现河海大学）本科、硕士研究生学习                                |
| 张建云 | 现任南京水利科学研究院院长、博士生导师，2009年当选中国工程院院士                                 | 1982年毕业于华东水利学院（现河海大学）本科、1987年河海大学水文水资源专业研究生毕业                  |
| 钮新强 | 现任长江委设计院院长，国家大坝安全工程技术研究中心主任，博士生导师，2013年当选中国工程院院士     | 于1983年毕业于原华东水利学院（今河海大学）农田水利工程专业，1989年7月河海大学结构工程专业研究生毕业 |
| 王超   | 现任河海大学环境学院副院长、博士生导师，2011年当选中国工程院院士                                 | 先后于1984年，1990年，1995年分获河海大学本科，硕士，博士学位                                        |

### 政治界
| 姓名   | 公職成就                                                               | 河海淵源                                                     |
| ------ | ---------------------------------------------------------------------- | ------------------------------------------------------------ |
| 沈泽民 | 中国共产党上海发起组13名成员之一                                       | 1916年考入河海工程专门学校                                   |
| 张闻天 | 原中央政治局常委、中央委员会总书记                                     | 1917年考入河海工程专门学校                                   |
| 冯仲云 | 1958年后任水利部部长、水利电力部部长                                   | 1955年至1958年兼任华东水利学院院长                           |
| 王鹤亭 | 新疆维吾尔自治区人大常委会原副主任                                     | 1933年毕业于中央大学土木系水利组                             |
| 钱正英 | 全国政协原副主席，中国工程院院院士                                     | 1952-1955华东水利学院首任校长                                |
| 冯友松 | 辽宁省人大常委会原副主任                                               | 1949年毕业于南京大学土木水利系                               |
| 娄溥礼 | 水利部原副部长                                                         | 1955年毕业于华东水利学院                                     |
| 何璟   | 水利部原副部长                                                         | 1956年毕业于华东水利学院河川系水工专业                       |
| 朱尔明 | 原水利部总工程师、俄罗斯科学工程院外籍院士                             | 1958年-1963年学生                                            |
| 朱熹能 | 原海军后勤部副部长、少将                                               | 1957-1962年学生                                              |
| 黎安田 | 水利部原长江水利委员会主任（副部长级）                                 | 1958-1963年学生                                              |
| 李京武 | 海军少将                                                               | 1961-1966年学生                                              |
| 张晔   | 南京市政协原主席                                                       | 1959-1964年水资源水文系学生                                  |
| 王守强 | 水利部原副部长                                                         | 1962年毕业于华东水利学院河川系水工专业                       |
| 汪峡   | 山东省政协原副主席                                                     | 1964年毕业于华东水利学院河川枢纽及水电站水工建筑专业         |
| 杨进国 | 原武警水电指挥部副政治委员；武警少将                                   | 1963年考入华东水利学院（河川系）                             |
| 索丽生 | 水利部原副部长、部科技委主任、民盟中央副主席                           | 1961-1966年，1978-1981年学生；历任院长、副校长               |
| 周保志 | 水利部原党组成员、水利部长江水利委员会党组书记（副部长级）             | 华东水利学院水利工程专业毕业                                 |
| 张基尧 | 原国务院南水北调办公室主任、水利部副部长                               | 1962-1967年学生                                              |
| 金忠青 | 江苏省人民政府原副省长                                                 | 1962-1967年学生，1978-1997年研究生、教授、博导、副校长       |
| 梅锦煜 | 2002年8月1日被授予少将警衔                                             | 1968年毕业于华东水利学院水工专业                             |
| 翟浩辉 | 水利部原副部长                                                         | 1965-1970年学生 华东水利学院水道及港口水工建筑专业毕业       |
| 严以新 | 2007年12月至今为致公党中央副主席                                       | 1974-1981年学生；历任讲师、副教授、教授、博士生导师，副校长  |
| 张世英 | 原北海舰队副司令员，海军后勤部副部长，少将                             | 1975年毕业于华东水利学院军港建筑专业                         |
| 张春发 | 原东海舰队副司令员，少将                                               | 毕业于华东水利学院                                           |
| 张立强 | 海军某部司令员，少将                                                   | 毕业于华东水利学院                                           |
| 方义   | 原海军后勤部总工，少将                                                 | 华东水利学院77级毕业生                                       |
| 卢学东 | 海军某部，少将                                                         | 河海大学毕业生                                               |
| 胡四一 | 原水利部副部长                                                         | 1974-1978年学生                                              |
| 陆桂华 | 现任水利部副部长                                                       | 1978年9月于华东水利学院学习，1978-2003年于河海大学学习，任教 |
| 周学文 | 现任水利部党组成员、副部长                                             | 1980年9月-1987年7月于河海大学完成本科和硕士研究生学习        |
| 刘永忠 | 原江苏省人大常委会副主任、党组成员                                     | 1981年-1984年就读于华东水利学院农田水利专业                  |
| 吴存荣 | 现任中共重庆委常委、常务副省长、两江新区党工委书记，十九届中央候补委员 | 1981-1985年农田水利工程专业学生                              |
| 曹广晶 | 现任湖北省副省长，十八届中央候补委员                                   | 1985年毕业于华东水利学院港口及航道工程专业                   |
| 庄荣文 | 现任中央宣传部副部长                                                   | 1989年毕业于河海大学水力学与河流动力学专业，获得工学博士学位 |
| 王宏江 | 中共天津市委原常委，统战部部长                                         | 河海大学水文水资源专业研究生毕业                             |
| 周 英  | 环境保护部原党组成员、中央纪委驻环境保护部纪检组原组长                 | 1998年起攻读河海大学水利工程领域工程硕士                     |

### 企业界
| 姓名   | 公職成就                                                            | 河海淵源                                         |
| ------ | ------------------------------------------------------------------- | ------------------------------------------------ |
| 周大兵 | 2002年12月出任中国国电集团公司党组书记、总经理等职务，2008年4月离任 | 1968年毕业于华东水利学院河川系水电站动力装置专业 |
| 施洪祥 | 国家开发投资公司副总裁、党组成员                                    | 毕业于华东水利学院                               |
| 王野平 | 大唐集团总经理、副董事长、党组副书记；原电监会副主席、党组成员      | 1990年毕业于河海大学管理工程专业。               |
| 李新宇 | 湖南拓维信息集团总裁                                                | 1988年毕业于河海大学应用计算机专业               |
| 段红飚 | 南京新华海电子集团公司董事长                                        | 1986-1990年就读于河海大学计算机系                |

### 文化界
| 姓名 | 公職成就 | 河海淵源 |
| ---- | -------- | -------- |

## 参看
- 河海工科大学
- 国立中央大学
- 国立南京大学
- 中华人民共和国教育部直属高等学校列表
- 211工程
- 中华人民共和国国家重点实验室列表
- 河海大学校友